# Carol Temerarul
Carol Temerarul (franceză Charles le Téméraire) (10 noiembrie 1433, Dijon – 5 ianuarie 1477, Nancy), botezat Charles Martin, a fost Duce de Burgundia între 1467 și 1477. Cunoscut drept Carol cel Groaznic de către dușmanii săi, a fost ultimul Valois Duce de Burgundia. După moartea sa timpurie, ducatul de Burgundia a fost reintegrat în regatul francez.

## Primii ani

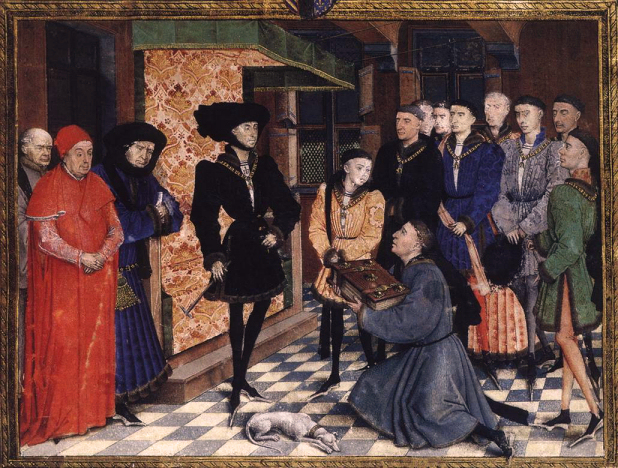
Ducele de Burgundia, Filip cel Bun și fiul său Carol (mai târziu cunoscut sub numele Carol Temerarul), 1447.

Carol a fost prinț francez, s-a născut la Dijon și a fost al treilea fiu (primii doi fii au murit până la vârsta de doi ani) al lui Filip al III de Burgundia (Filip cel Bun) și a celei de-a treia soții, Infanta Isabel a Portugaliei, fiica regelui Ioan I al Portugaliei. În timpul cât a trăit tatăl său a purtat titlul de Conte de Charolais; după aceea și-a asumat toate titlurile tatălui, inclusiv cel de "Mare Duce al Vestului". La douăzeci de zile după naștere a fost numit Cavaler al Lânii de Aur și a purtat titlul de Carol I, Conte de Nevers și seigneur de Croÿ.
Carol a crescut în Țările de Jos burgunde, un teritoriu vast format din Belgia de astăzi, Țările de Jos, Luxemburg și părți din nordul Franței. El a crescut cu verișorii săi, copiii mătușii sale Maria de Burgundia, soția lui Adolf al II-lea Duce de Clèves: ducele Ioan I de Clèves și Caterina, care s-a căsătorit cu ducele Arnold de Gueldre.
În 1440, la vârsta de șapte ani, Carol s-a căsătorit cu Caterina a Franței, fiica regelui Carol al VII-lea al Franței și sora Delfinului (viitorul rege Ludovic al XI-lea). Ea era cu cinci ani mai mare decât el și a murit în 1446 la vârsta de 18 ani; nu au avut copii.
În 1454, la vârsta de 21 de ani, Carol s-a căsătorit pentru a doua oară. A vrut să se căsătorească cu fiica unui verișor îndepărtat, Ducele de York (sora regilor Eduard al IV-lea și Richard al III-lea al Angliei) însă conform Tratatul de la Arras (1435), era obligat să se căsătorească numai cu prințese ale Franței. Tatăl lui a ales-o pe Isabella de Bourbon, care era fiica surorii lui Filip cel Bun și a unui văr îndepărtat al regelui Carol al VII-lea al Franței. Fiica lor, Maria, a fost singurul copil a lui Carol care a supraviețuit și care a moștenit toate domeniile burgunde. Isabela a murit în 1465.
Carol era în termeni buni cu cumnatul său, Delfinul, atunci când acesta a fost refugiat la curtea Burgundiei din 1456 până ce Ludovic i-a succedat tatălui său ca rege al Franței în 1461. Dar Ludovic a început să urmărească unele dintre aceleași politici ca tatăl său; Carol a privit cu întristare cum mai târziu Ludovic a răscumpărat orașele de pe Somme, pe care tatăl lui Ludovic le-a cedat în 1435 tatălui lui Carol prin Tratatul de la Arras. Atunci când sănătatea slabă a propriul său tată i-a permis să ia în mâinile sale frâiele guvernării (la care Filip a renunțat complet printr-un act din 12 aprilie 1465), el a intrat în lupta pe tot parcursul vieții împotriva lui Ludovic al XI-lea. 
Carol, om de un curaj excepțional, educat și muncitor, a afișat un temperament violent și impulsiv. El a folosit cu bucurie forța și războiul pentru a obține ceea ce a vrut.
Pentru cea de-a treia soție, lui Carol i s-a oferit mâna fiicei lui Ludovic al XI-lea, Ana; totuși, el a ales-o pe Margareta de York. Cum tatăl său murise și el nu mai era obligat prin Tratatul de la Arras, Carol a decis să se alieze cu vechiul aliat al Burgundiei, Anglia. 
Ludovic a făcut tot posibilul pentru a împiedica sau amâna căsătoria, însă în vara anului 1468 aceasta a fost celebrată la Bruges iar Carol a fost numit cavaler al Ordinului Jartierei. Cuplul nu a avut copii dar Margareta a fost o mamă devotată pentru fiica sa vitregă Maria. Margareta i-a supraviețuit soțului ei și a fost singura dintre cele trei soții care a devenit Ducesă de Burgundia.

## Primele bătălii

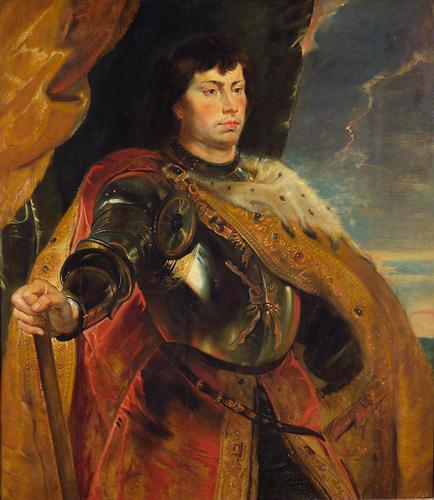
Carol Temerarul, portret de Peter Paul Rubens. Muzeul de istorie a artei, Viena.

Carol a fost lăsat comandant în bătălia de la Montlhéry (13 iulie 1465), unde a fost rănit; Carol nu și-a asigurat o victorie decisivă. El a reușit totuși să-l forțeze pe Ludovic prin Tratatul de la Conflans (4 octombrie 1465) să-i restituie orașele de pe Somme. În timpul negocierilor pentru Tratat, soția sa Isabela a murit subit la 25 septembrie la Les Quesnoy. Ca parte a tratatului Ludovic i-a promis mâna propriei lui fiice, Ana, cu Champagne și Ponthieu ca zestre, însă căsătoria nu a avut loc.
În același timp Carol a obținut capitularea teritoriului Ponthieu. Revolta din Liège împotriva socrului și cumnatului său, Ludovic de Bourbon, prinț-episcop de Liège, și dorința de a pedepsi orașul Dinant, a intervenit pentru a distrage atenția de la afacerile cun Franța. În timpul războaielor din vara precedentă, din Dinant s-a răspândid zvonul fals că prințul Carol a fost învins la Montlhéry și că era bastardul Ducesei Isabel și Ioan de Heinsburg, episcopul anterior de Liege (d. 1455). 
La 25 august 1466, Carol a intrat în Dinant, hotărât să răzbune această atingere a onoarea mamei sale și a distrus orașul, ucigând fiecare bărbat, femeie și copil; poate nu surprinzător, el a negociat cu succes cu Episcopia Liège. După moartea tatălui său, Filip cel Bun (15 iunie 1467), Episcopia din Liège a reînnoit ostilitățile, dar Carol a învins-o la Sint-Truiden și și-a făcut o intrare victorioasă în Liège, ale cărei ziduri el le-a dărâmat.

## Tratatul de la Péronne
Filip cel Bun a murit la 15 iunie 1467. Carol a moștenit ducatul de Burgundia și toate titlurile tatălui său: duce de Lothier, de Brabant, de Limbourg, de Luxemburg, palatin de Burgundia, conte de Flandra, d'Artois, de Hainaut, de Olanda, de Zeelanda, de Namur.
Alarmat de aceste succese timpurii ale noului Duce de Burgundia și nerăbdător să se stabilească diferite întrebări referitoare la executarea tratatului de Conflans, Ludovic a solicitat o întâlnire cu Carol la Péronne. În cursul negocierilor, ducele a fost informat cu privire la o proaspătă revoltă a Episcopiei din Liège instigată în secret de către Ludovic. După discuții timp de patru zile cum să se ocupe de adversarul său, Carol a decis să-și respecte cuvântul dat și să negocieze cu Ludovic (octombrie 1468), în același timp, forțându-l să asiste la reprimarea revoltei. Orașul a fost asaltat și locuitorii au fost masacrați iar Ludovic nu a intervenit în numele fostului său aliat.
La expirarea armistițiului de un an, care a urmat Tratatul de la Péronne, regele l-a acuzat pe Carol de trădare, citându-l să apară în fața Parlamentului și a confiscat o parte din orașele de pe Somme (1471). Ducele s-a răzbunat prin invadarea Franței cu o mare armată, a luat în posesie comuna Nesle și a masacrat locuitorii ei. Totuși, a eșuat în atacul de la Beauvais și a trebuit să se mulțumească cu pustiirea comunei.

## Construirea unui regat

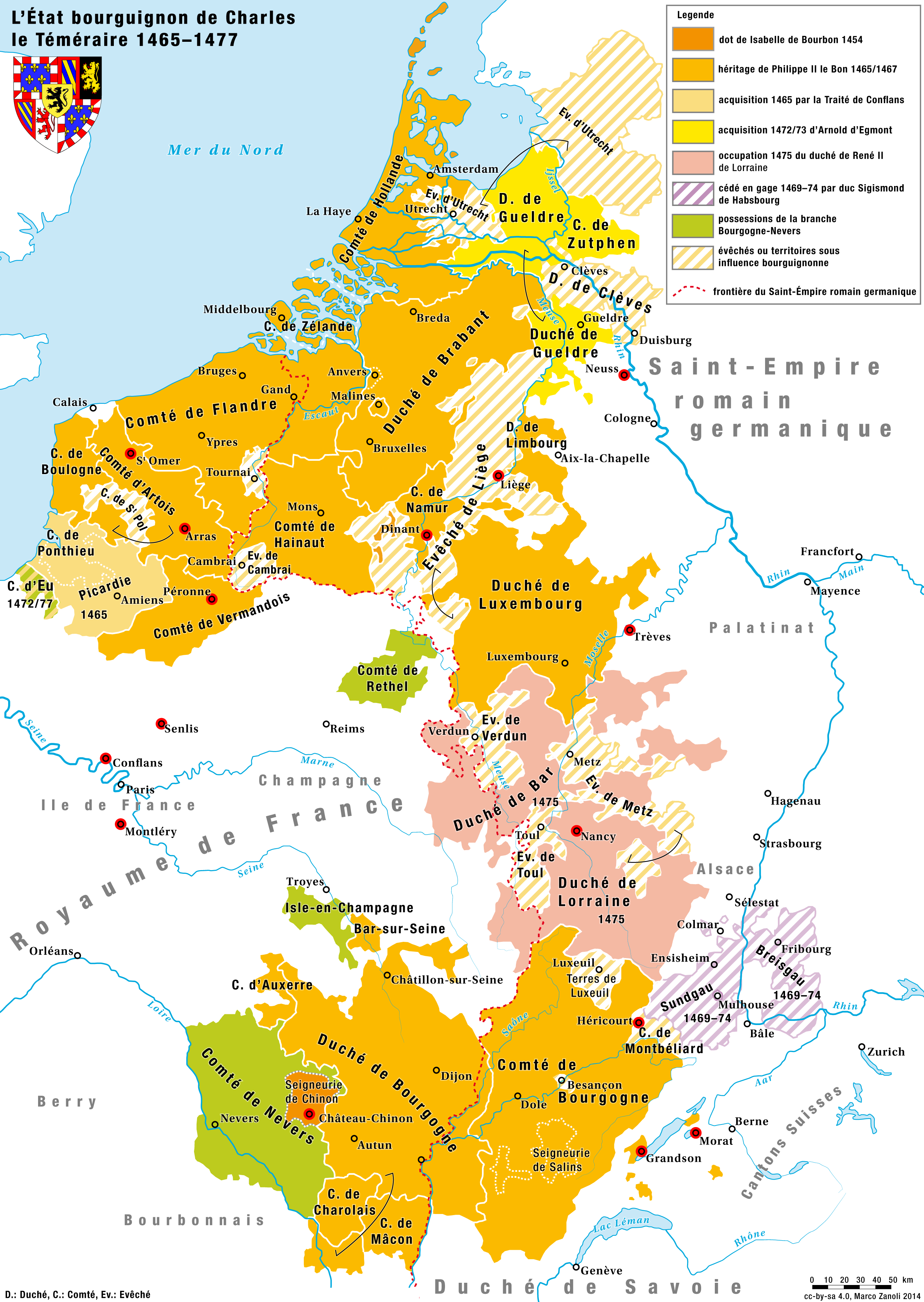
Domeniile burgunde în timpul domniei lui Carol Temerarul.

Carol Temerarul a fondat o armată burgundă puternică de ocupație de mercenari din toate țările europene. El va continua politica predecesorilor săi: dorința de independență suverană a statului burgund vis-à-vis de regatul Franței, și pentru a o contracara, o alianță cu Regatul Angliei cu care Franța fusese angajată în Războiul de O Sută de Ani.
Carol nu a pierdut nici o ocazie de a-și extinde puterea. În mai 1469, prin Tratatul de la Saint-Omer, Arhiducele de Austria, Sigismund i-a vândut pentru 50 000 de florini olandezi comitatul Ferrette, o parte din Alsacia și alte câteva orașe, rezervând pentru sine dreptul de răscumpărare. Cea mai mare dorință a lui Carol este să unească într-un singur regat cele două teritorii burgunde. Pentru a realiza acest lucru, va face tot posibilul.
În octombrie 1470, cumnatul său, Eduard al IV-lea al Angliei, rege al Angliei, și mulți adepți yorkiști, s-au refugiat la curtea din Burgundia în timp ce regele detronat Henric al VI-lea a fost repus pe tron. În martie următor, cu ajutor burgund, Eduard a intrat în Anglia și în mai a cerut tronul. Carol se aliase cu Eduard și încercase să reaprindă Războiul de O Sută de Ani convingându-l să invadeze Franța. Regele Franței, Ludovic al XI-lea, tactician formidabil și dotat cu resurse financiare superioare a reușit să rezolve această alianță anglo-burgundă semnând cu Eduard al IV-lea Tratatul de la Picquigny (1475) prin care s-a pus capăt Războiului de O Sută de Ani.
În 1472-1473, Carol a cumpărat revendicarea Ducatului Geldern (de exemplu, dreptul de succesiune), de la fostul Duce, Arnold, pe care el l-a sprijinit împotriva rebeliunii pornite de către fiul său. 
Considerându-se suveran de drept divin, Carol Temerarul, care lucrează pentru a-și crea un stat unitar și centralizat, reprezintă o provocare continuă pentru regele Franței. De la sfârșitul lui octombrie 1468 (adică după Tratatul de la Péronne și reprimarea revoltei din Liège), cei doi monarhi sunt blocați într-un duel cu moartea: domnia lui Carol Temerarul nu este decât o serie aproape neîntreruptă de războaie împotriva regelui Franței. Pentru a rezista lui Ludovic al XI-lea, Carol a încercat să se alieze cu împăratul Sfântului Imperiu Roman Frederic al III-lea de Habsburg și cu Eduard al IV-lea al Angliei.
Încercând să-și protejeze o rudă, Rupert arhiepiscop de Cologne, împotriva revoltei supușilor săi, Carol petrece zece luni (iulie 1474-iunie 1475) asediind micuțul oraș Neuss situat pe Rin însă apropierea puternicei armate imperiale îl obligă să ridice asediul. În plus, expediția îl comvinge pe cumnatul său Eduard al IV-lea al Angliei să semneze Tratatul de la Picquigny (29 august 1475) cu Ludovic al XI-lea.
Carol ocupă Lorena și după un asediu de o lună intră în Nancy la 30 noiembrie 1475. La 18 decembrie anunță că va face la Nancy capitala regatului său burgund.
La sfârșitul anului 1473, ducatul de Burgundia era ancorat în Franța și extins până la marginea Țărilor de Jos. Carol Temerarul era acum unul dintre cei mai bogați și puternici nobili din Europa.

## Căderea

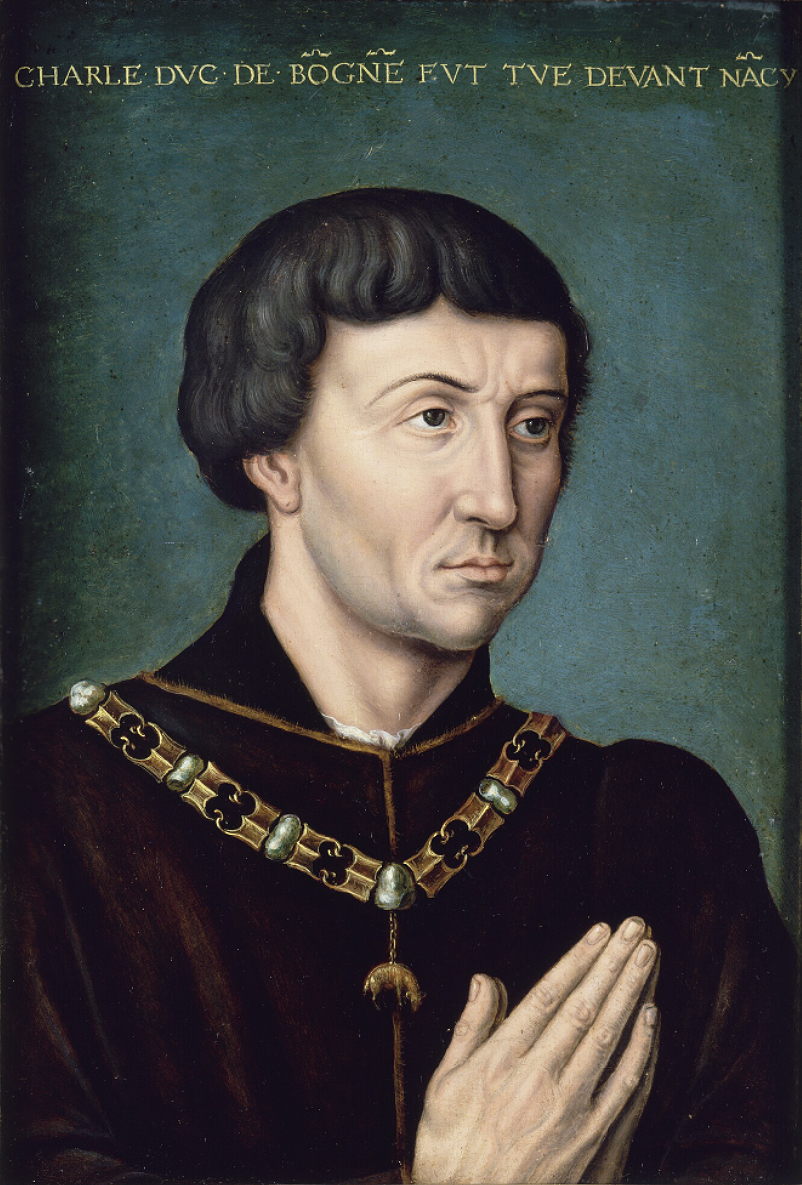
Carol Temerarul

În anul următor, Carol s-a implicat într-o serie de dificultăți și lupte care au dus în cele din urmă la căderea lui. A refuzat să-i restituie Arhiducelui Sigismund de Austria proprietățile din Alsacia pentru suma prevăzută; i-a sprijinit pe elvețieni să elibereze orașele de pe Rinul Superior în revolta lor împotriva tiraniei guvernatorului ducal Peter von Hagenbach (care a fost judecat de un tribunal special și executat la 9 mai 1474); și și-a disputat cu Ducele de Lorena René al II-lea succesiunea asupra Lorenei. Toți acești dușmani, incitați și sprijiniți de Ludovic al XI-lea și-au unit forțele împotriva adversarului lor comun.
Carol strânge o armată de 30.000 de oameni cu care atacă Morat dar este învins de armata elvețiană asistată de René al II-lea, Duce de Lorena (22 iunie 1476). La 6 octombrie, Carol pierde Nancy.
Ducele de Burgundia formează o nouă armată și ajunge în plină iarnă în fața zidurilor orașului Nancy. Din cauza iernii grele ajunge cu o armată de doar câteva mii de oameni care se întâlnește cu forțele comune de Lorena și Confederația Elvețiană în Bătălia de la Nancy (5 ianuarie 1477). Carol este ucis în luptă, corpul său gol și desfigurat este găsit câteva zile mai târziu congelat într-un râu din apropiere. Capul era despicat în două de o halebardă, mai multe lănci îi străpunseseră stomacul și spatele iar fața îi era atât de grav deteriorată de animalele sălbatice încât numai medicul său l-a putut identifica după unghiile lungi și vechile cicatrici de pe corpul său. 
Inițial, rămășițele sale au fost îngropate la Nancy dar în 1550, nepotul său, împăratul Carol al V-lea, a ordonat ca acestea să fie mutate la Biserica Maicii Domnului de la Bruges, alături de cele ale fiicei sale Maria. În 1562, strănepotul său, Filip al II-lea al Spaniei, a ridicat un mausoleu splendid în stil renascentist timpuriu peste mormântul său. Săpăturile din 1979 au identificat rămășițele Mariei într-un sicriu de plumb dar cele ale lui Carol Temerarul nu au fost niciodata gasite.
Moștenitoarea lui Carol a rămas Maria de Burgundia, fiica sa necăsătorită în vârstă de 19 ani. În mod clar mariajul ei ar avea implicații enorme pentru echilibrul politic al Europei. Atât Ludovic cât și împăratul aveau fiii cei mari necăsătoriți; înainte de moarte, Carol făcuse unele mișcări în direcția amenajării unei căsătorii între fiul împăratului Maximilian și fiica sa. În mod neînțelept, Ludovic s-a concentrat pe confiscarea teritoriilor de frontieră, în special Ducatul Burgundia. În aceste condiții, negocierile pentru o căsătorie erau extrem de dificile. Mai târziu, el a mărturisit consilierului său Philippe de Commynes că aceasta a fost cea mai mare greșeală a lui.
Între timp, cu ajutorul mamei vitrege a Mariei, Margareta, împăratul habsburgic a asigurat căsătoria fiului său cu moștenitoarea lui Carol Temerarul.